# (473094) 2015 HA162
(473094) 2015 HA162 es un asteroide perteneciente al cinturón de asteroides, descubierto el 3 de febrero de 2009 por el equipo del Mount Lemmon Survey desde el Observatorio del Monte Lemmon, Arizona, Estados Unidos.

## Designación y nombre
Designado provisionalmente como 2015 HA16.

## Características orbitales
2015 HA162 está situado a una distancia media del Sol de 3,001 ua, pudiendo alejarse hasta 3,318 ua y acercarse hasta 2,685 ua. Su excentricidad es 0,105 y la inclinación orbital 2,903 grados. Emplea 1899 días en completar una órbita alrededor del Sol.

## Características físicas
La magnitud absoluta de 2015 HA162 es 16,4.